# لي كيم ساي
لي كيم ساي (بالملايوية: Lee Kim Sai)‏ هو سياسي ماليزي، ولد في 1 مارس 1937 في ماليزيا. حزبياً، نشط في الاتحاد الماليزي الصيني ‏. وقد انتخب عضو ديوان الرعية ‏.